# II bitwa o Trypolis
II bitwa o Trypolis (kryptonim Operacja Syrena) – zbrojne starcie toczące się od 20–28 sierpnia 2011 między armią rządową i rebeliantami wspieranymi przez lotnictwo NATO podczas libijskiej wojny domowej, zakończone zajęciem stolicy przez rebeliantów.

## Tło
Po wybuchu wojny domowej w Libii jedne z pierwszych walk wybuchły w stolicy. W wyniku nich armia pokonała powstańców. Stolica była głównym celem wojny dla rebeliantów, gdyż w niej ukrywał się Muammar Kaddafi.
Początkowo rebelianci chcieli dojść do stolicy od wschodu, jednak uniemożliwiło im to wielomiesięczne oblężenie Misraty a po nim pat na froncie. Tak więc do stolicy brygady rebeliantów dotarły od zachodu.
Pod koniec lipca 2011 rebelianci rozpoczęli ostatnią fazę operacji w Dżabal Nafusa, w wyniku której cały ten region na południe od Az-Zawiji jest przez nich kontrolowany. Po zdobyciu miasta Bir al-Ghanem (6 sierpnia) powstańcy ogłosili marsz na Az-Zawiję. Kiedy 13 sierpnia rebelianci dotarli do Az-Zawiji, rozpoczęła się bitwa o to miasto, a także o inne pobliskie miejscowości. Bojówki zostały przegrupowane w Az-Zawiji i ruszyły na wschód ku Trypolisowi, do którego dotarły późnym wieczorem 20 sierpnia 2011.
Muammar Kaddafi uciekł z Trypolisu 18 sierpnia. Przyznał to po zakończeniu wojny szef aparatu bezpieczeństwa Mansura Daou. W czasie trwania walk rebelianci nie wiedzieli, gdzie ukrywa się dyktator. Ponadto szef Sztabu Generalnego Kataru, generał Hamad Bin Ali Al Attiyah przyznał oficjalnie, iż katarscy komandosi czynnie wspierali rebeliantów na wszystkich frontach walki. Katarczycy zaplanowali i nadzorowali szturm na Trypolis.

## Bitwa
20 sierpnia szabrownicy, w tym wojsko Kaddafiego, rabowali w Trypolisie posesje należące do obcokrajowców, którzy opuścili miasto. Wieczorem rebelianci dotarli do stolicy i tym samym rozpoczęła się bitwa o stolicę, co rebelianci nazwali wybiciem godziny zero. Po modłach imamowie polecili ludziom wyjść na ulice. Doszło do protestów, które szybko zamieniły się w walki. Dostępu do miasta broniło 3800 żołnierzy, jednak w momencie ataku powstańców bram miasta pilnowało zalewie 200 osób. Według szefa aparatu bezpieczeństwa Mansura Daou doszło wówczas do wielkiej zdrady.
21 sierpnia po nalocie NATO w Trypolisie kontynuowano walki między powstańcami a siłami Kaddafiego, którym nadano kryptonim Operacja Syrena. W nocy gwałtowne walki toczyły się w dzielnicy Tadżura, gdzie zginęło 123 rebeliantów, 31 żołnierzy, a 104 zostało pojmanych, a wśród nich dowódca sił powietrznych i podpułkownik armii.  W czasie walk Mauammar Kaddafi nazwał powstanie maskaradą, a powstańców szczurami i oskarżył Francję o próbę zawładnięcia libijskimi zasobami ropy naftowej. Na wiadomość o wybuchu walk w Trypolisie euforia wybuchła w Bengazi.
Powstańcy poinformowali rano o zajęciu międzynarodowego lotniska, magazynów broni i dzielnic Tadżura, Souk al-Dżumaa, Arada oraz Al-Saba na wschodzie miasta oraz zaciętych walkach o bazę lotniczą Mitiga. Przedstawiciele władz informowali natomiast o całkowitym opanowaniu sytuacji w mieście. Natomiast bojownicy donosili o oblężeniu kompleksu budynków rządowych. Po południu walki miały miejsce w dzielnicach Ben Aszur, Fashlom i Zawijat al-Dahmani. O godz. 9:00 z portu w Trypolisie miał wypłynąć maltański statek MV Triva 1, jednak został on ostrzelany i został w porcie. Jednostką tą miała być ewakuowana m.in. mieszkająca w Trypolisie Polka z trójką dzieci.
W toku walk, lotnictwo NATO zrzuciło bomby na kompleks rządowy. W państwowej telewizji, prezenterka przedstawiająca wiadomości, była uzbrojona i groziła, że powstańcy nie zdobędą telewizji, ani stolicy. Rzecznik rządu Musa Ibrahim wezwał wszystkie strony libijskiego konfliktu do negocjacji. Do miasta docierały posiłki rebeliantów od wschodu, w tym jedna z kolumn wdała się w walkę na przedpolach stolicy. Rebelianci zdobyli opuszczone koszary Brygady Chamisa położone 27 km na zachód od Trypolisu, przejęli znaczną ilość uzbrojenia i amunicji pozostawionej przez wojska Kaddafiego.
Po południu z Misraty morzem dotarły do Trypolisu posiłki dla powstańców w sile 200 ludzi. Powstańcy weszli wieczorem do dzielnicy Dżanzur, również wieczorem zjawił się tam przedstawiciel władz powstańczych. Wieczorem telewizje Al-Dżazira i Al-Arabija poinformowały, że oddział odpowiedzialny za ochronę Kaddafiego poddał się i złożył broń. Wieczorem rebelianci z Az-Zawiji dotarli na przedmieścia do Janzour. W kontrolowanych sektorach miasta palono zielone flagi libijskie i zawieszano barwy rebelianckie.
W ciągu dnia agencja dpa poinformowała, że Kaddafi uciekł z rodziną w stronę granicy Algierii, ale kilka godzin później dyktator zdementował te informacje w nagraniu audio wyemitowanym przez państwową telewizję. Wieczorem przewodniczący NRT powiedział w wywiadzie dla Al-Dżaziry, że synowie dyktatora Saif al-Islam al-Kaddafi i Al-Saadi Kaddafi zostali schwytani przez powstańców, natomiast Mohammed Kaddafi poddał się libijskim siłom rebelianckim. Po zatrzymaniu synów Kaddafiego, rebelianci rozpoczęli negocjacje z Międzynarodowym Trybunałem Karnym w Hadze ws. ich przekazania, jednak dnia kolejnego władze powstańcze temu zaprzeczyły. Powstańcza telewizja Barada TV doniosła o rzekomym zastrzeleniu Maummara Kaddafiego przez powstańców. Wkrótce później rzecznik rządu Kaddafiego Musa Ibrahim oświadczył, że rząd jest gotów podjąć negocjacje z powstańcami oraz że władze zwróciły się do NATO z prośbą o przekonanie powstańców do przerwania walk w Trypolisie. Wieczorem rzecznik rządu poinformował, że w walkach zginęło 1300 osób, natomiast rebelianci podali, że zginęło 376 osób z obu stron.
W nocy z 21 na 22 sierpnia rebelianci kontrolowali 90% miasta. Walki straciły już na swojej intensywności, jednak w kilku sektorach miasta toczyła się nadal wymiana ognia. Bitwa rozgrywała się wokół kompleksów rządowych Bab al-Azizia, hotelu Rixos. Także na południu stolicy toczył się pojedynek w którym wojsko używało czołgów. Rano setki rebeliantów skierowały się ku Placowi Zielonemu, który został przez nich zdobyty. Po tym na Placu świętowały tłumy ludzi. Czołgi sił rządowych rozmieszczono wokół obleganej rezydencji Muammara Kaddafiego oraz portu w Trypolisie. Rebelianci ustawili w kontrolowanych przez siebie sektorach miasta punkty kontrolne by zapobiec transportowi broni dla armii. W południe bojówki zajęły budynek telewizji państwowej. W czasie trwania walk, premier Al-Baghdadi Ali al-Mahmudi uciekł do Tunezji. Po godz. 16:00 rebelianci przejęli państwową telewizję, która przestała nadawać program. W stolicy pierwszy raz od pół roku działał internet. Do wieczora lojaliści nadal kontrolowali budynki rządowe Bab al-Azizija, hotel Rixos, szpital w Tadżurze oraz część portu. Walki toczono w zachodnich sektorach miasta. Wieczorem znaleziono w mieście dwa ciała. Prawdopodobnie były to zwłoki Chamisa al-Kaddafiego, dowódcy brygady, która przybyła do Trypolisu na odsiecz, a także Abdullaha Senussi'ego, szefa jego ochrony i wywiadu libijskiego, na którym ciążył międzynarodowy nakaz aresztowania, jednak później rebelianci stwierdzili, iż delikwenci prawdopodobnie przebywali w budynkach rządowych.
W nocy z 22 na 23 sierpnia Saif al-Islam Kaddafi zorganizował w rządowym kompleksie spotkanie dla zagranicznych dziennikarzy dla udowodnienia, że nie został aresztowany. Zapewnił także, że jego ojciec wciąż przebywa w Trypolisie, a sytuacja jest pod kontrolą wojska. Poinformował także o ucieczce z niewoli swojego brata, Mohameda. Z kolei powstańcy zapewnili, że Saif został wcześniej aresztowany, ale został uwolniony przez grupę powstańców, która miała w rzeczywistości pracować dla dyktatury.
Około północy NATO zbombardowało kompleks rządowy w Trypolisie. Wczesnym popołudniem toczyły się walki o kompleks rządowy oraz w okolicy hotelu dla dziennikarzy zagranicznych. Po południu NATO, ponownie zbombardowało budynki rządowe, ciężkie walki toczono również wokół hotelu Rixos. W nalotach korzystano m.in. z ciężkich bombowców strategicznych Rockwell B-1B Lancer. Ok. godz. 17. rebelianci z brygady dowodzącej przez Mahdiego al-Haratiego, sforsowali linię obrony wojska i wdarli się do budynków rządowych Bab al-Azizija, a także do domu Kaddafiego, jednak nie zastano w nim dyktatora. Kaddafi wystąpił w nagraniu audio, nazywając swoją ewakuację z kompleksu rządowego manewrem taktycznym. Podczas trzydniowych walk w Trypolisie zginęło ponad 400 osób, a 2000 zostało rannych. W czasie całego omawianego dnia w walkach zginęło 15 rebeliantów, a 30 odniosło poważne obrażenia.
W czasie trwania bitwy o Trypolis, szefowa dyplomacji UE Catherine Ashton zapewniła pomoc medyczną dla dotkniętej ciężkimi walkami stolicy kraju, Trypolisu, wesprzeć nowe władze libijskie w przywracaniu bezpieczeństwa, zadbać o odbudowę gospodarczą kraju i wesprzeć proces demokratyzacji. Międzynarodowa Agencja Energii Atomowej ogłosiła, że w ośrodku badawczym pod Trypolisem znajduje się uran i inne materiały, których można użyć do zbudowania nuklearnej "brudnej bomby". Zaapelowano do rebeliantów, żeby zabezpieczono materiały.
24 sierpnia rano doszło do nalotu NATO. Komando rebeliantów było blisko schwytania Kaddafiego, gdyż ten ukrywał się w jednym z domów prywatnym w centrum stolicy, jednak opuścił je na kilka godzin przed przybyciem bojowników. Walki toczyły się o hotel Rixos, w którym przetrzymywano ponad 30 zagranicznych dziennikarzy, których przed godz. 17. wypuszczono. Strzały były słyszane także w kompleksie Bab al-Azizija, który został ostrzelany przez wojsko. Rebelianci przejęli kontrolę nad dzielnicą Abu Salim. Tymczasem dramatyczna sytuacja panowała w stołecznych szpitalach, które były przepełnione rannymi. Rebelianci ewakuowali cywilów z regionów walk, gdyż lojaliści używali ich jako żywych tarcz. W jednym z magazynów o które toczono zacięte walki, żołnierze przeprowadzili egzekucje 53 osób – głównie cywilów. Ciała ofiar zostały znalezione trzy dni później. Bojownicy totalnie zniszczyli ambasadę Wenezueli, gdyż ten kraj otwarcie popierał pułkownika Kaddafiego.
25 sierpnia rebelianci w północno-wschodniej części Trypolisu zajęli bazę wojskową z dziesiątkami niezniszczonych czołgów i ciężkiego uzbrojenia. Na terenie obozu wojskowego znaleziono ciała 30 zwolenników rządu Maummara Kaddafiego. Ciała miały ślady postrzałowe, co wskazywałoby na egzekucję. Po intensywnych walkach powstańcy opanowali ostatecznie lotnisko w Trypolisie. Tego dnia uwolniono czterech włoskich dziennikarzy pojmanych poprzedniego wieczora. Dziennikarze zostali uprowadzeni przez lojalistów na drodze z Az-Zawiji do stolicy. Zakładnicy byli przetrzymywani w jednym z domów w Trypolisie. Po południu rebelianci otoczyli budynki mieszkalne nieopodal rezydencji Kaddafiego, gdyż mógł ukrywać się tam dyktator. Później odbyła się ok. 45-minutowa wymiana ognia przed hotelem Corinthia Bab Africa, gdzie zakwaterowanych było wielu dziennikarzy. W opanowanym mieście powstańcy znaleźli znaczne zapasy żywności i leków.
26 sierpnia wojska Kaddafiego ostrzelały lotnisko w Trypolisie, niszcząc co najmniej jeden samolot. Po zajęciu Trypolisu przez rebeliantów, stronnicy Kaddafiego zamordowali ponad 150 więźniów, którzy chcieli uciec ze stolicy. Do mordu doszło na terenie Bab al-Azizija. Strażnicy rzucali w więźniów granatami ręcznymi. Co więcej ponad 200 ciał znaleziono w opuszczonym szpitalu w Trypolisie w dzielnicy Abu Salim.  Lekarze i pielęgniarki uciekli z powodu walk, a wielu rannych pacjentów zmarło, gdy zostawiono ich bez pomocy.
Rebelianci zabezpieczyli częściowo kompleks podziemnych korytarzy i bunkrów, które spod Bab al-Azizija obejmowały niemal całe miasto. Podziemne tunele łączy bunkry, centra dowodzenia i posiadłość Kaddafiego. Korytarze były wysokie i szerokie, a ściany miały ok. 30 cm grubości, a cały kompleks został podzielony na sektory odseparowane ciężkimi metalowymi drzwiami. Tunele posiadały także maski gazowe oraz skrytki na wodę i żywność. Były tam również pokoje w których mieszkali strażnicy. Korytarze zostały poważnie uszkodzone przez bombardowania NATO podczas wojny domowej. Mimo to rebelianci sądzili, że Kaddafi krył się w tychże podziemnych tunelach.
27 sierpnia powstańcy poinformowali, że od zdobycia przez nich Trypolisu uwolniono w mieście ok. 10 tysięcy więźniów politycznych, podczas gdy los 50 tysięcy pozostaje nieznany. Władze powstańców nie wykluczyły, że spora część z tych osób mogła zostać zabita przez żołnierzy Kaddafiego. 28 sierpnia powstańcy zajęli ostatnią bazę wojskową – Salaheddin. Tym samym rebelianci poinformowali, że wyparli całkowicie wojska lojalistów z miasta.
Strategiczną rolę podczas walk o stolicę spełniło NATO. Powstańcy w krótkim czasie opanowali stolicę dzięki uderzeniom floty powietrznej Sojuszu. Wzmożone naloty pozwoliły wojskom opozycyjnym szybko dojść do centrum stolicy i zdobyć twierdzę Bab al-Azizija. Ponadto ścisła współpraca rebeliantów z dowództwem wojskowym NATO sprawiły, iż naloty były niezwykle skuteczne. Przyczynili się do tego przede wszystkim zagraniczni instruktorzy wojskowi. Ponadto katarscy komandosi opracowali i czuwali nad postępami szturmujących stolicę rebeliantów.